# Philippa Urquhart
Philippa Urquhart est une actrice britannique, née à Abadan, en Iran.

## Filmographie
- 1967 : Dixon of Dock Green, série télévisée, épisode 309
- 1968 : Dixon of Dock Green, série télévisée, épisode 317
- 1969 : La Chambre obscure (Laughter in the Dark)
- 1969 : Barrister at Law, téléfilm
- 1969 : Tower of London: The Innocent, téléfilm
- 1976 : Play for Today, série télévisée, épisode 134
- 1978 : Within These Walls, série télévisée, épisode 68
- 1982 : Tenko, série télévisée
- 1985 : Mission casse-cou (Dempsey & Makepeace), série télévisée, épisode 14
- 1986 : A Very Peculiar Practice, série télévisée, épisode 3
- 1987 : Vanity Fair, mini-série
- 1988 : Wish Me Luck, série télévisée, épisode 3
- 1989 : The Bill, série télévisée, épisode 128
- 1990 : The Bill, série télévisée, épisode 267
- 1990 : Campion, série télévisée, épisodes 13 et 14
- 1990 : Casualty, série télévisée, épisode 59
- 1994 : Martin Chuzzlewit, mini-série
- 1996 : EastEnders, série télévisée, épisode 985
- 1996 : Soldier Soldier, série télévisée, épisode 56
- 2000 : Doctors, série télévisée, épisode 8
- 2001 : Doctors, série télévisée, épisode 129
- 2003 : Coming Home, voix
- 2006 : Doctors, série télévisée, épisode 980
- 2006 : Les Fils de l'homme